# Lidija Percan
Lidija Percan (Rakalj, 16. ožujka 1937.), hrvatska pjevačica najpoznatija kao izvođačica tradicijskih pjesama na talijanskomu jeziku, opjevala je Istru i Kvarner, njezine običaje, ljude i gradove.

## Životopis
Rođena je u istarskom gradiću Raklju, a već je od rane mladosti počela promicati istarsku besidu, recitiravši na brojnim priredbama u školi i izvan nje pjesme sumještanina Mate Balote. Glas i muzikalnost naslijedila je od majke Rože, a prva pjevačka iskustva počela je stjecati još kao djevojčica u rakljanskoj župnoj crkvi. Ljubav prema crkvenoj glazbi sačuvala je do danas kao aktivna članica zbora crkve Svetog Antuna u Puli.
Preseljenjem u Pulu, već je kao petnaestogodišnjakinja zakoračila u svijet zabavne glazbe, pjevajući s bendovima na ljetnim terasama. Zajedno s prijateljicom Radojkom Šverkom počela je pohađati satove pjevanja kod profesorice Marije Bunčuga, koja je u njima vidjela mogućnosti opernih pjevačica. No, obje pjevačice krenule su drugim putem.
U to se vrijeme diskografska kuća Jugoton, u želji za osvajanjem istarskoga i primorskoga tržišta, počela zanimati za mladu pjevačicu, pa je vrlo brzo snimljena prva singl-ploča s četiri pjesme. Na sljedećih 15 singlica Lidija je vješto spojila glazbu i izričaj Istre i primorja.
Pravu glazbenu afirmaciju doživjela je tijekom glazbene suradnje s Đorđom Novkovićem, koji je prepoznao njezine velike glasovne mogućnosti. Novkovićeve skladbe „Hiljadu suza za jednog mornara” i „Sve su se laste vratile s juga” usmjerile su njezinu karijeru izvan granica države, sve do SAD-a, Kanade i Australije. Uslijedile su uspješnice  „Mornare lipi moj”, „Budi sretan, sine moj”, „Zvala sam te da se vratiš”, „Što je tužna jesen u vrtu mom”. Upravo se ta suradnja s Novkovićem, te obrađivačem i producentom Stipicom Kalogjerom pokazala dobitnom, pa je tiraža njezinih ploča i kazeta u zemlji i inozemstvu dostizala diskografske rekorde.
Lidija Percan snimila je ukupno 16 singl i 12 LP ploča, a izdana su i tri CD-a njeznih najuspješnijih pjesama. U svojoj dugogodišnjoj karijeri bilježi i brojne nastupe na festivalima Melodije Istre i Kvarnera, Zagrebačkomu i Splitskomu festivalau, Arena festu i inima.
Nakon uspjeha s Novkovićem, Lidija Percan počinje njegovati i skupljati Istarsku starogradsku kanconu. U suradnji s maestrom Stipicom Kalogjerom snimila je osam long-play ploča koje sadrže cancone na istro-veneto dijalektu.
Lidija Percan u svojoj je dugogodišnjoj karijeri ostvarila suradnju s velikim imenima, pa su pjesme za nju pisali Alfi Kabiljo, Đelo Jusić, Mišo Doležal, Bruno Krajcar, Andrej Baša, Ivica Krajač I mnogi drugi.
Mediji su joj nadjenuli epitet „zlatnog glasa Istre” i „kraljice istarske cancone”.[nedostaje izvor]

## Festivali
1964. –	IV  Festival della canzone dei nostri Circoli di cultura – „Dove vai“ (Serafin Lenac)
1966. –	MIK – „Sretno kume“ – (Cvetko Matetić / Gordana Viskanić / Josip Forenbacher)
1969. –	MIK – „Partili su“ (Heda Piliš / Stjepan Benzon / Ferdo Pomykalo)
1970. –	MIK – „Zlatne karoci“ (Ljubo Kuntarić / Marija Trinajstić / Josip Forenbacher)
1970. –	VIKEND - KARLOVAC – „Dobro more“ (Nello Milotti / Boško Obradović / Josip Forenbacher)
1971. –	ZLATNI GLAS JUGOSLAVIJE – SISAK –  nepoznati podaci
1971. –	MIK – „Pupica“ (Nello Milotti / Ljubo Pavešić / Nello Milotti)
1973. –	MIK – „Na preli“ (Adica Dobrić-Jelača / David Kabalin / Miljenko Prohaska)
1973. - MIK - „Mih“ (duet s Tonijem Kljakovićem) (Nello Milotti / Boško Obradović / Zlatko Černjul)
1975. –	MIK – „Pelinčica“ (Adica Dobrić-Jelača / David Kabalin / Krešimir Oblak)
1976. –	MIK – „Novljanske krovi“ (Nello Milotti / David Kabalin / Nikica Kalogjera)
1977. –	MIK – „Dva mladića“ (Raymond Ruić / Ljubica Bestulić-Stanković / Rajmond Ruić)
1978. –	MIK – „Pisma MIK-u“ (Nello Milotti / Ivo Siljan / Rajmond Ruić)
1979. – KARNEVAL FEST - CAVTAT – „Bambino ciao“ (Đorđe Novković / Željko Pavičić / Rajmond Ruić)
1979. –	MIK – „Škuža“  (Claudio Frankovich / Ljubica Bestulić-Stanković / Zoran Markulj)
1980. –	MIK – „Težak“ (Bruno Zahtila / Isabella Koroman / Stipica Kalogjera)
1981. –	MIK – „Buzećanka“ (Bruno Zahtila / Vlado Pernić / Stipica Kalogjera)
1981. –	SPLIT – „Mene prose momka dva“ (Andrej Baša / Domenica Vanić / Andrej Baša)
1982. –	MIK – „Kartulina“ (Andrej Baša / Ljubica Bestulić-Stanković / Stipica Kalogjera)
1982. –	SPLIT – „Tri su puta zvonile gitare“ (Zvonko Špišić / Zlatko Crnec / Radan Bosner)
1983. – MIK – „Con lui in motocicletta“ (Andrej Baša / Mario Kinel / Andrej Baša)
1983. – SPLIT – „Reci koju lipu“ (Stipica Kalogjera / Momčilo Popadić / Stipica Kalogjera)
1983. – ZAGREB FEST – „Probudi se“ (Andrej Baša / Domenica Vanić / Andrej Baša)
1985. – SPLIT – „U mojim pjesmama“ (Ivo Lesić / Zvonimir Stipičić / Ivo Lesić)
1994. – ARENA – „Zavolila sam mornara“ (Bruno Krajcar / Đino Valić / Željko Šparmajer)
1995. – ARENA – „Terra Istriana“ (Aldo Galleazzi, Neven Vidaković / Oriana Perić / Stipica Kalogjera)
1996. – ARENA – „Ljubav je svuda oko nas“ (duet s Željkom Ferenčić) (Dijana Alebić / Marijan Samardžić / Ivo Lesić)
2000. – MIK – „Valić jubavi“ (s Opatijskim klubom 4' 33) (Vladimir Babin / Dijana Grgurić / Saša Belša)
2000. – MELODIJE KVARNERA – „Nonica“ (David Trkulja / Neven Paškov / David Trkulja)
2003. – MIK – „Ritorno a Parenzo“ (duet s Voljenom Grbcem) (Bruno Krajcar / Valmer Cusma / Ivo Popeskić)
2004. – MIK – „Primorska noć“ (duet s Mladenom Grdovićem) (Mladen Grdović / Livio Morosin / Andrej Baša)
2010. – MIK – „Istra, mati moja“ (duet s Alenom Vitasovićem) (Bruno Krajcar / Bruno Krajcar / Mauro Giorgi)

## Vanjske poveznice
- Lidija Percan On line  Arhivirana inačica izvorne stranice od 1. kolovoza 2015. (Wayback Machine)
- Istrapedia